# 極道メイドくんはお嬢様を暗殺したい
『極道メイドくんはお嬢様を暗殺したい』は、大原ロロンによる日本の漫画作品。ウェブコミック配信サイト『ストーリアダッシュ』（竹書房）にて、2023年7月21日から2025年6月25日まで連載された。

## あらすじ
親の仇である桜小路正史郎への復讐を誓う少年・刃振刃が、メイドとして潜入し、正史郎の娘・莉々を暗殺しようとする。しかし、莉々お嬢様が刃を妹のように扱い、かわいがることで、刃は暗殺を実行できずに困惑する様子が描かれた作品。

## 登場人物
刃振刃
性別を偽りメイドとしてお屋敷に潜入した極道の少年。
莉々
桜小路正史郎の娘。かわいいものが大好きで刃振刃をとても可愛がる。
桜小路正史郎
莉々の父。

## 書誌情報
- 大原ロロン『極道メイドくんはお嬢様を暗殺したい』竹書房〈バンブーコミックス〉、全4巻
  1. 2024年3月15日発売[4]、ISBN 978-4-8019-8269-7
  2. 2024年7月17日発売[5]、ISBN 978-4-8019-8353-3
  3. 2025年8月16日発売[6]、ISBN 978-4-8019-8726-5
  4. 2025年8月16日発売[7]、ISBN 978-4-8019-8727-2